# غيرترود جانيت
غيرترود جانيت (بالإنجليزية: Gertrude Jeannette)‏ هي ممثلة أمريكية، ولدت في 28 نوفمبر 1914 في Urbana, Arkansas ‏ في الولايات المتحدة، وتوفيت في 4 أبريل 2018 في هارلم في الولايات المتحدة. من الجوائز التي نالتها جائزة  بول روبسون ‏ سنة 2002.

## جوائز
- جائزة  بول روبسون [الإنجليزية]‏ (2002)

## وصلات خارجية
- غيرترود جانيت على موقع IMDb (الإنجليزية)
- غيرترود جانيت على موقع قاعدة بيانات برودواي على الإنترنت (الإنجليزية)
- غيرترود جانيت على موقع قاعدة بيانات برودواي على الإنترنت (الإنجليزية)
- غيرترود جانيت على موقع قاعدة بيانات الفيلم (الإنجليزية)